# Silene nuda
Silene nuda là loài thực vật có hoa thuộc họ Cẩm chướng. Loài này được (S. Watson) C.L. Hitchc. & Maguire miêu tả khoa học đầu tiên năm 1947.